# Пустынная славка
Пусты́нная сла́вка (лат. Curruca nana) — вид птиц семейства славковых (Sylviidae). Подвидов не выделяют.

## Внешний вид
Небольшая подвижная птица мельче воробья. Длина тела составляет от 11,5 до 12,5 см. Окраска верхней стороны тела светлая, желтовато-серая, нижняя сторона тела охристо-белая, по бокам хвоста имеются белые полоски. Радужная оболочка жёлтая, ноги светлого, жёлто-коричневого цвета. Клюв тонкий, желтоватого цвета. Половой диморфизм не выражен.

## Распространение
Вид распространён в северо-западной Африке и Азии. Населяют кустарниковые заросли и саксаульники в пустыне. Перелётная птица. Издают негромкое трещание. Песня звонкая, звуки напоминают «тири-тирю-тю-тю-тюю».

## Размножение
Гнездится в полупустынях на западе Северной Африки и в степях севернее Каспийского моря. Гнёзда вьёт на кустах. В кладке обычно 4—5 белых с буроватыми крапинками яиц.